# 擬蟾魚
擬蟾魚（学名：Batrachomoeus dubius），為輻鰭魚綱蟾魚目蟾魚科擬蟾魚屬的其中一種，該物種分布於西南太平洋區的澳洲海域，體長可達35公分，為底棲性魚類。